# فابريكا أوتوموبيلا بريبوج
فابريكا أوتوموبيلا بريبوج (بالسيريلية الصربية: Корпорација Фабрика Аутомобила Прибој, رومنة: Korporacija Fabrika Automobila Priboj) ; اختصار. فاب هي شركة تصنيع سيارات صربية للمركبات العسكرية ويقع مقرها الرئيسي في بريبوي .
في البداية أنتجت نسخًا مرخصة من شاحنات سورير ، ثم أنتجت شاحنات مرسيدس بنز إن جي بموجب ترخيص. أصبحت شركة فاب الآن مملوكة بأغلبية حكومة صربيا وهي جزء من " صناعة الدفاع في صربيا ". 

## أنظر أيضا
- تام
- صناعة الدفاع في صربيا